# Právní jednání
Právním jednáním (latinsky negotium iuridicum) svéprávná osoba nabývá práva a zavazuje se k povinnostem. Je projevem vůle člověka s právními následky, jde tedy o jednu z právních skutečností. Právně lze jednat konáním (komisivní jednání) nebo opomenutím (omisivní jednání), může se tak stát výslovně nebo jiným způsobem nevzbuzujícím pochybnost o tom, co jednající osoba chtěla projevit (konkludentně). Svým obsahem a účelem musí právní jednání odpovídat dobrým mravům i zákonu. Jestliže je v rozporu s právem, jedná se o protiprávní jednání, jehož následkem je delikt. Nejčastějším projevem právního jednání obecně je ale smlouva.
Dříve bylo právní jednání vyjádřeno pojmem právní úkon, který byl v § 34 občanského zákoníku definován jako „projev vůle směřující zejména ke vzniku, změně nebo zániku těch práv nebo povinností, které právní předpisy s takovým projevem spojují“. Tato zákonná definice se stala předmětem kritiky (například Karel Eliáš), neboť výraz zejména implikoval existenci takových právních úkonů, které vznik, změnu nebo zánik práv nebo povinností nezpůsobovaly, aniž by však bylo zřejmé, jak takové neuzavřené a „nedefinující“ (nevymezující) definici rozumět a jak ji prakticky uplatňovat. S novým občanským zákoníkem se české právo vrátilo k původnímu označení právní jednání, které podle jeho § 545 vyvolává nejen ty právní následky, které jsou v něm vyjádřeny, ale také ty, které plynou ze zákona, dobrých mravů, obecných zvyklostí a ze zavedené praxe stran.

## Obsah a forma
Obsah každého právního jednání tvoří jeho složky, které se dělí na podstatné, pravidelné a nahodilé. Podstatné (essentialia negotii) jsou ty složky, bez nichž by šlo o neurčité právní jednání, jenž by vůbec neexistovalo (tzv. zdánlivé právní jednání). U typových smluv jsou vždy uvedeny v základních ustanoveních zákona, který danou smlouvu reguluje (§ 1746 odst. 1 OZ). Naproti tomu složky pravidelné (naturalia negotii), např. ujednání o čase a místě plnění, se sice také obvykle vyskytují, ale na existenci právního jednání nemají žádný vliv. Stejně tak nahodilé složky (accidentalia negotii), které se ovšem objevují jen občas. Patří mezi ně podmínky, jejichž splnění ovlivňuje vznik, změnu nebo zánik práv – jestliže na splnění podmínky závisí, zda právní následky nastanou, jde o podmínku odkládací, naopak jestliže na jejím splnění závisí, zda už nastalé následky pominou, jde o podmínku rozvazovací (§ 548 OZ). Mezi podmínky lze zařadit i příkaz (modus), např. je-li vysloven v závěti (§ 1569 OZ). Nahodilou složkou právního jednání je také doložení času (dies), kdy lze počátek i konec účinnosti právního jednání časově limitovat (§ 550 OZ).
Z hlediska formy platí, že pro právní jednání lze zvolit jakoukoli formu, ledaže ji stanoví zákon nebo je určena předchozí dohodou účastníků. Zákonem je ústní forma stanovena např. pro uzavření manželství (§ 656 odst. 1 OZ) a písemná, o niž jde i u elektronické komunikace, pro právní jednání, kterým se zřizuje, převádí, mění nebo ruší věcné právo k nemovité věci (§ 560 OZ). Pro některá právní jednání je dokonce stanovena přísná písemná forma v podobě veřejné listiny. Zákonem vyžadovanou formu je nutné dodržovat vždy, při změně už učiněného právního jednání ji lze nahradit pouze formou přísnější, zatímco dohoda účastníků by zde musela využití méně přísné formy výslovně vyloučit (§ 564 OZ).

## Druhy právních jednání
Právní jednání lze třídit podle různých kritérií:
- podle počtu stran:
  - jednání jednostranná – např. závěť, na jedné straně ale může vystupovat i více subjektů právního jednání (tzv. pluralita subjektů)
  - jednání dvou a vícestranná – zejména smlouva, mezi projevy vůle všech stran musí dojít ke vzájemné shodě; zde se ještě rozlišují synallagmatická (se vzájemnými právy a povinnostmi, např. kupní smlouva) a asynallagmatická právní jednání (nerovná, právům a povinnostem jedné strany neodpovídají práva a povinnost druhé strany, např. u darování)

- podle kauzy (důvodu):
  - jednání kauzální – důvod je výslovně vyjádřen
  - jednání abstraktní – kauza není vyjádřena, ale věřitel je v případě sporu (s výjimkou cenných papírů) povinen ji dokázat (§ 1791 OZ)

- podle zaměření:
  - jednání adresovaná – učiněna vůči určité osobě (osobám), dovršena jsou okamžikem, kdy se dostanou do sféry dispozice adresáta
  - jednání neadresovaná – nesměřují vůči určitým subjektům, např. opuštění věci, anebo závěť

- podle vzniku následků ve vztahu k jednajícímu:
  - jednání mezi živými (inter vivos)
  - jednání pro případ smrti (mortis causa) – závěť či dědická smlouva

- podle majetkového naplnění:
  - jednání úplatná (onerózní) – za plnění jedné strany je druhou stranou poskytnuta protihodnota (peníze či jiná majetková hodnota)
  - jednání bezúplatná (lukrativní) – protiplnění není sjednáno, např. darování nebo zápůjčka

- podle požadavku na existenci formy:
  - jednání formální – zákonem nebo dohodou je vyžadována určitá forma, např. písemná forma pro zřízení, převod, změnu nebo zrušení věcného práva k nemovité věci
  - jednání neformální – lze jednat libovolnou formou

- podle zákonné úpravy:
  - jednání pojmenovaná (nominátní) – jedná se o nejčastější právní jednání, která zejména jako tzv. typové smlouvy občanský zákoník speciálně upravuje a pojmenovává
  - jednání nepojmenovaná (inominátní)

## Platnost

### Neplatné nebo zdánlivé právní jednání
Neplatnost právního jednání může být buď absolutní, která nastává bez dalšího a soud k ní přihlíží z úřední povinnosti, nebo relativní, jež je stanovena na ochranu určitého účastníka a kterou právě on musí namítnout, jinak je právní jednání považováno za platné (§ 586 OZ). Neplatnost ale podle staré zásady turpitudinem suam allegare non potest nemůže namítnout ten, kdo ji sám způsobil (§ 579 odst. 1 OZ). Absolutní neplatnost je zákonem stanovena pouze u právního jednání, které se zjevně příčí dobrým mravům, nebo které odporuje zákonu a současně zjevně narušuje veřejný pořádek, příp. pokud je plnění od počátku nemožné (§ 588 OZ). V ostatních případech jde o neplatnost relativní. Základním pravidlem při posuzování platnosti navíc je, že na každé právní jednání je třeba hledět spíše jako na platné, než neplatné (§ 574 OZ). Neplatnost by tedy měla být výjimečnou, ovšem jestliže už nastane, nemá takové právní jednání žádné právní následky. Důsledkem je pouze právo na náhradu vzniklé škody (§ 579 odst. 2 OZ).
Platí nicméně oddělitelnost právního jednání, takže právní následky nevyvolává pouze ta jeho část, které se důvod neplatnosti týká, pokud by ovšem bylo jednáno i bez ní (§ 576 OZ). Ve smlouvách to lze sjednat zvláště pomocí tzv. salvátorské klauzule. Nápravou neplatného právního jednání může také být:
- konvalidace (zhojení) – např. dodatečným jednáním v požadované formě (§ 582 OZ),
- dodatečné schválení – např. u jednání opatrovance (§ 65 OZ),
- konverze – namísto neplatného právního jednání platí takové, jehož náležitosti jsou splněny a je-li zřejmé, že vyjadřuje vůli jednajícího (§ 575 OZ).

Od neplatného právního jednání je ale zapotřebí odlišovat právní jednání zdánlivé, které pro právo vůbec neexistuje, resp. ke kterému se nepřihlíží (§ 554 OZ). Proto je také nelze zhojit, dodatečně schválit nebo přeměnit na jiné. Též se neuplatní náhrada škody jako u jednání neplatného, v úvahu by mohl přicházet jen institut předsmluvní odpovědnosti (§ 1729 odst. 2 OZ). Kromě kogentních právních norem, které přímo stanoví, k jakému jednání se nepřihlíží, jde o zdánlivé právní jednání také v případě závad v náležitostech vůle. Aby právní jednání existovalo a bylo též platné, tj. aby založilo ty právní následky, jež jsou mu přisuzovány, musí totiž splňovat určité náležitosti (především na straně jednající osoby).

### Náležitosti právního jednání

#### Náležitosti subjektu
Právně může jednat jen ten, kdo je k tomu plně způsobilý – kdo má právní osobnost a dostatečnou míru svéprávnosti. Není-li jednající plně svéprávný, nebo trpí-li duševní poruchou, která ho činí v tomto ohledu neschopným, je jeho právní jednání neplatné (§ 581 OZ). Může jít např. o nezletilého, za kterého nebude jednat jeho zákonný zástupce a který ani od něj nebude mít udělen předchozí souhlas k danému právnímu jednání, jenž nebude přiměřené věku (§ 31 a 32 OZ). To, zda půjde o neplatnost absolutní, nebo pouze relativní, však zde bude záviset na tom, jestli v určitém případě došlo ke zjevnému porušení veřejného pořádku.

#### Náležitosti vůle
Vůle je chápána jako vnitřní vztah jednajícího subjektu k následku, který je zamýšlen. Chybí-li taková vůle, o právní jednání nejde, resp. jde o zdánlivé právní jednání (§ 551 OZ). Proto právním jednáním není např. pouhá společenská úsluha, při níž chybí vůle se právně vázat. Vždy je také nutné, aby bylo jednáno svobodně. Právní jednání nemůže být činěno pod fyzickým donucením (vis absoluta) nebo tzv. bezprávnou výhrůžkou (vis compulsiva); ovšem zatímco přímé fyzické donucení vůli zcela vylučuje a právní jednání je tak zdánlivé, psychické násilí zakládá jen jeho relativní neplatnost (§ 587 OZ). Vůle také musí být vážná, příslib učiněný žertem, při hře nebo v nadsázce žádné právní důsledky nemá, byť by měl jinak všechny znaky skutečného právního jednání (§ 552 OZ). Nevážná jsou i všechna simulovaná jednání, která např. mají zastřít jiné právní jednání – pak je právně relevantní jen to jednání, které mělo být zastřeno (§ 555 odst. 2 OZ). Vůle nakonec musí být omylu prostá, jednání v omylu ale zakládá relativní neplatnost pouze tehdy, týká-li se podstatné okolnosti jednání, tzn. takové, při jejíž pravdivé znalosti by jednáno nebylo. Výjimkou je omyl vyvolaný lstí, který má následky i ve vztahu k nepodstatným okolnostem (§ 583–585 OZ), naopak zjevné chyby v psaní nebo počtech nejsou platnosti nikdy na závadu (§ 578 OZ).

#### Náležitosti projevu vůle
Další podmínkou existence právního jednání je, aby vůle byla projevena navenek. Není podstatné, jaké motivy jednajícího vedly, nepřihlíží se tedy k jakékoli jeho vnitřní výhradě. Vůli lze projevit výslovně (tzn. ústně, písemně, znakovou řečí apod.) či konkludentně (tzn. projev učiněný jinak než výslovně; patří sem i projev učiněný mlčky, jestliže nelze mít pochybnosti, co jednající chtěl projevem vyjádřit). Každý projev ale musí být dostatečně určitý a srozumitelný, nelze-li jeho obsah zjistit ani výkladem, jde opět o zdánlivé právní jednání (§ 553 OZ). Srozumitelností se přitom rozumí srozumitelnost obecná, takže je-li např. nějaký dokument v cizím jazyce, nečiní ho tato okolnost neplatným. Navíc je právně relevantní jen objektivní nesrozumitelnost pro každého, nikoli pouze pro někoho. Mezi náležitosti projevu vůle se řadí také forma jednání, avšak jen tehdy, je-li zákonem nebo dohodou stran předepsána, v opačném případě platí zásada neformálnosti. Je-li ovšem např. zvolena písemná forma, je podmínkou platnosti takového jednání podpis (§ 561 OZ).

#### Náležitosti předmětu
Předmět jednání, to, čeho se dané jednání týká, musí být možný a dovolený. Z hlediska možnosti jde o to, zda je určité plnění v daném okamžiku fyzicky možné (nelze např. opatřit „modré z nebe“), pouhá zvýšená obtížnost uskutečnění ale neplatnost právního jednání nezakládá. Nedovoleností se pak rozumí, že plnění není možné ze zákonných důvodů. Např. český občanský zákoník obecně zakazuje jednat proti dobrým mravům a současně umožňuje, aby určité jednání bylo neplatné i na základě zvláštního zákona. Všechny tyto případy pak vedou k absolutní neplatnosti právního jednání, k níž soud přihlíží i bez návrhu, u protizákonného jednání ale jen za současného splnění podmínky zjevného narušení veřejného pořádku, jinak jde o neplatnost relativní (§ 580 a 588 OZ).

## Účinnost
Zatímco platnost právního jednání ovlivňuje, zda vůbec dojde k jeho právním následkům, na účinnosti závisí, kdy konkrétně a příp. v jakém rozsahu a vůči komu takové následky nastanou. Právní jednání nabývá i pozbývá účinnosti podle ustanovení zákona nebo podle dohody stran, nejdříve ale svou perfekcí, tzn. dovršením, což u adresovaných právních jednání nastává nejdříve tehdy, když se projev vůle dostane do dispoziční sféry adresáta (§ 570 OZ). Např. pro uzavření smlouvy je zapotřebí nejen aby protistrana dostala nabídku (ofertu), se kterou souhlasí, ale aby její přijetí (akceptace) došlo také navrhujícímu. U nemovitých věcí zapisovaných do katastru nemovitostí se nicméně rozlišují účinky obligační, které se vztahují jen na vzájemnou vázanost smluvních stran, a věcněprávní, jenž působí vůči všem, kupř. zákon stanoví, že vlastnictví se zde nabývá nejdříve zápisem do tohoto veřejného seznamu (§ 1105 OZ). V zájmu ochrany dlužníků zákon také umožňuje, aby se zkrácený dlužník dovolal ve vztahu ke své osobě relativní neúčinnosti právního jednání věřitele.

## Výklad právních jednání
Následky právního jednání závisí přirozeně též na tom, jak bylo interpretováno. Na rozdíl od výkladu právních předpisů zde ovšem zákon v zájmu právní jistoty stanoví jasná pravidla. Každé právní jednání se posuzuje především podle svého reálného obsahu, proto se také např. nepřihlíží k simulovanému právnímu jednání a platí to, které jím mělo být zastřeno. Úmysly či motivy jednajícího nejsou vždy relevantní, vychází se z nich jen tehdy, pokud je druhá strana znala nebo musela znát. Jinak se určitému projevu vůle přisuzuje význam, jaký obvykle mívá. Dalšími podpůrnými výkladovými prostředky je praxe, kterou už strany mezi sebou zavedly, resp. jejich předchozí i následné jednání (§ 555 a 556 OZ), při právním jednání jen mezi podnikateli se také musí brát v potaz obecné či odvětvové obchodní zvyklosti. Je-li při jednání použit výraz, který lze vykládat různě, vykládá se podle pravidla contra proferentem k tíži toho, kdo jej použil jako první. Ve styku s podnikatelem se takovým výrazům sice přisuzuje jejich obvyklý význam, nicméně při výkladu smlouvy je třeba vždy zvolit výklad příznivější pro spotřebitele (§ 1812 OZ). Jestliže by ovšem ani pomocí výkladu nebyl zjištěn obsah jednání, k takovému neurčitému nebo nesrozumitelnému právnímu jednání by se vůbec nepřihlíželo, ledaže by bylo dodatečně vyjasněno (§ 553 OZ).